# Siv Tornegård
Sara Siv Barbro Tornegård, född 29 februari 1960 i Gräsgårds församling i Kalmar län, är en svensk före detta friidrottare (kulstötning). Hon tävlade för Turebergs IF.
Hennes farfar var Oscar Tornegård och hon är syster till Anne-Marie Tornegård.